# ディナガット島
ディナガット島（ディナガットとう）はフィリピンのミンダナオ島周縁の島。
2006年12月までは北スリガオ州に属していたが、現在は島内全てがディナガット・アイランズ州に含まれている。
座標: 北緯10度13分 東経125度36分 / 北緯10.217度 東経125.600度